# Shin Sang-woo
Shin Sang-woo (* 12. Dezember 1987 in Seoul) ist ein südkoreanischer Eishockeyspieler, der seit 2015 erneut bei Anyang Halla in der Asia League Ice Hockey unter Vertrag steht.

## Karriere
Shin Sang-woo begann seine Karriere als Eishockeyspieler in der Mannschaft der Gwang Seon Highschool. Als 17-Jähriger wechselte er für vier Jahre zur Korea University. Dort wurde der Anyang Halla, eine der beiden südkoreanischen Mannschaften in der Asia League Ice Hockey auf ihn aufmerksam. Sowohl 2010 als auch 2011 konnte er mit seinem Team die Meisterschaft erringen. Von 2013 bis 2015 spielte er für Daemyung Sangmu, die neugebildete dritte südkoreanische Mannschaft in der Asia League Ice Hockey, anschließend kehrte er zu Anyang Halla zurück und konnte mit dem Klub 2016, 2017, 2018 und 2023 erneut den Asia-League-Titel gewinnen.

### International
Für Südkorea nahm Shin Sang-woo bereits an der Division II der U18-Weltmeisterschaft 2005 teil. 
Für die Herren-Nationalmannschaft wurde er erstmals bei der Division I der Weltmeisterschaft 2008 nominiert. Auch 2011 und 2012 vertrat Shin sein Land erneut bei den Weltmeisterschaften der Division I. Nach dem Aufstieg durch ein 3:2 gegen Gastgeber Polen, hier gelang Shin Anfang des zweiten Drittels der Treffer zum 2:2-Ausgleich, spielte er mit Südkorea bei der folgenden Weltmeisterschaft 2013 erstmals in der A-Gruppe der Division I, wo er auch bei den Weltmeisterschaften 2016 und 2017, als erstmals den Ostasiaten der Aufstieg in die Top-Division gelang, antrat. Dort spielte er dann 2018, konnte aber mit seiner Mannschaft den Klassenerhalt nicht schaffen, so spielte er 2019 erneut in der Division I.
Bei den Winter-Asienspielen 2011 gewann er mit der südkoreanischen Mannschaft hinter Kasachstan und Japan die Bronzemedaille. Bei den Winter-Asienspielen 2017 belegte er mit den Südkoreanern Platz zwei hinter Kasachstan. Zudem nahm er mit der südkoreanischen Mannschaft im November 2012 an den Qualifikationsturnieren für die Olympischen Winterspiele 2014 in Sotschi und 2022 in Peking teil. Zudem spielte er bei den Olympischen Winterspielen 2018 im eigenen Land, für die die Südkoreaner als Gastgeber automatisch qualifiziert waren.

## Erfolge und Auszeichnungen
- 2010 Gewinn der Asia League Ice Hockey mit Anyang Halla
- 2011 Gewinn der Asia League Ice Hockey mit Anyang Halla
- 2016 Gewinn der Asia League Ice Hockey mit Anyang Halla
- 2017 Gewinn der Asia League Ice Hockey mit Anyang Halla
- 2018 Gewinn der Asia League Ice Hockey mit Anyang Halla
- 2023 Gewinn der Asia League Ice Hockey mit Anyang Halla

### International
- 2011 Bronzemedaille bei den Winter-Asienspielen
- 2012 Aufstieg in die Division I, Gruppe A, bei der Weltmeisterschaft der Division I, Gruppe B
- 2017 Silbermedaille bei den Winter-Asienspielen
- 2017 Aufstieg in die Top-Division bei der Weltmeisterschaft der Division I, Gruppe A

## Asia-League-Statistik
(Stand: Ende der Saison 2022/23)

## Familie
Sein sechs Jahre jüngerer Bruder Shin Sang-hoon ist ebenfalls südkoreanischer Eishockeynationalspieler und steht bei den Atlanta Gladiators aus der ECHL unter Vertrag.